# Juraj Krusić
Juraj Krusić ili Đuro Kružić OCist (Dubrovnik – Dubrovnik, 18. ili 21. studenog 1513.) bio je prelat Katoličke Crkve koji je služio kao biskup trebinjsko-mrkanski od 1493. do 1513.

## Životopis
Krusić je podrijetlom iz Dubrovnika. Oko 1470. godine ušao je u cistercite u Mađarskoj.
Dubrovački ga Senat predlaže, 1. prosinca 1492., a papa Aleksandar VI., 19. srpnja 1493., imenuje za trebinjsko-mrkanskog biskupa. Prije toga bio je opat benediktinskog samostana sv. Petra u Pečuškoj biskupiji.
Polovinu je svoje osobne knjižnice oporučno ostavio knjižnici Male braće, a drugu polu dubrovačkim dominikancima. U oporuci koju je sastavio 20. listopada 1511. Trebinjskoj biskupiji je ostavio posjed s kućom na Pločama kako navodi „ne zbog dužnosti (no(n) ex debito), već iz ljubavi (sed ex amoris)”.
Preminuo je između 18. i 21. studenog 1513. godine. Pokopan je u kapeli crkve sv. Šime u Dubrovniku koja je nestala u potresu 1667.

### Knjige
- Perić, Ratko. 2020. Kronotaksa trebinjsko-mrkanskih biskupa s nekim prijepornim pitanjima.   Krešić, Milenko (ur.). Trebinjsko-mrkanska biskupija za vrijeme posljednjeg biskupa ordinarija Nikole Ferića (1792.-1819.) i nakon njega. Teološko-katehetski institut u Mostaru. Mostar. str. 9–33
- Krešić, Milenko. 2023. Nastanak i razvoj župa na području Trebinjsko-mrkanske biskupije i sakralni objekti po župama.   Puljić, Ivica; Marić, Marinko (ur.). Trebinjsko-mrkanska biskupija u vrijeme osmanske (turske) vladavine. Trebinjsko-mrkanska biskupija. Mostar. str. 171–247

### Članci
- Sivrić, Marijan. 2010. Oporuke biskupa Trebinjsko-mrkanske biskupije od 14. do 18. stoljeća (PDF). Hercegovina. Filozofski fakultet Sveučilišta u Mostaru. Mostar.  (24): 79–96

### Mrežna sjedišta
- Bishop György , O.S.B. †. catholic-hierarchy.org (engleski). Pristupljeno 21. rujna 2022.

| Titule u Katoličkoj Crkvi | Titule u Katoličkoj Crkvi              | Titule u Katoličkoj Crkvi       |
| ------------------------- | -------------------------------------- | ------------------------------- |
| prethodnik Donat Đurđević | Biskup trebinjsko-mrkanski 1514.–1527. | nasljednik Augustin Nalješković |